# The X Factor (Egyesült Államok)
The X Factor egy televíziós tehetségkutató show műsor, amely énekeseket keres. A műsor nyertese 5 millió dolláros lemezszerződést nyer az Epic Records-szal. A műsor producerei a SYCOtv, Simon Cowell a show atyja és a Sony Music.
A műsor 2011. szeptember 21-én mutatkozott be a Foxon. A műsor az angol The X Factor amerikai változata. A műsor az American Idol és a The Voice formátum riválisa. A műsor énekeseket keres 12 éves kortól, és csapatatokat kormegkötés nélkül. Minden zsűritag egy-egy kategória mentora lesz a élő adások folyamán. A négy kategória: Fiúk 12-29 éves korig, Lányok 12-29 éves korig, a 30-on túliak és a Csapatok. A második évadban megváltoztatták a négy kategóriát, amelyek a következőek lettek: 25 felettiek, csapatok, 12-16 év közötti fiúk és lányok, 17-24 év közötti fiúk és lányok. Az élő adások alatt a mentorok segítenek a dalválasztásban a koreográfia elkészítésében, hiszen ez a mentorok versenye is.
A műsor eredeti zsűrijében Simon Cowell, Cheryl Cole, Paula Abdul és L. A. Reid foglalt helyet, de a chicagói válogatások után Cheryl Cole elhagyta a műsort, helyére Nicole Scherzinger érkezett, aki eredetileg Steve Jones társaságában vezette volna a műsort. Ennek a helycserének a következtében Steve Jones egyedül vezette a műsort. 2012 januárjában kiderült, hogy Paula Abdul, Nicole Scherzinger és Steve Jones is elhagyta a műsort az első évad után. Később Britney Spears és Demi Lovato csatlakozott Reidhez és Cowellhez a második évadban. A második évad 2012. szeptember 12-én vette kezdetét.
2012. október 22-én a FOX bejelentette, hogy a show visszatér a harmadik évadára is. Britney szívesen visszatérne a műsorba. 2012. december 13-án L. A. Reid bejelentette, hogy kilép a showból, hogy az üzlettel foglalkozhasson, azonban megjegyezte, hogy később szívesen visszatérne. Sajtóinformációk szerint Britney Spears sem tér vissza a show harmadik évadjára. 2013. január 10-én Britney Spears bejelentette, hogy a nyolcadik stúdióalbumán szeretne dolgozni, ezért nem tér vissza a show-ba 2013-ban.
2013. március 29-én Simon Cowell bejelentette, hogy Demi Lovatót visszavárja műsorba. Simon: Nem is lehetnék boldogabb, hogy Demi vissza akar térni idén is. Ő egy szupersztár a saját módján, és fantasztikus mentor volt az előző évben. Annak ellenére, hogy nagyon, nagyon idegesítő tud lenni – viccelődött Simon. – Igazán élveztem a munkát Demivel, és a versenyzők is. Nagyon elégedett vagyok azzal, hogy visszatér a világ körüli turnéjának ellenére. 2013. május 20-án Kelly Rowland és Paulina Rubio csatlakozott a zsűrihez.

## A műsor története
2009 áprilisában felmerült a lehetősége a The X Factor amerikai változatának, hiszen Cowell American Idol-os szerződése 2010-ben lejárt. Cowell 9 évnyi zsűrizés után hagyta ott a műsort, hogy Amerikába hozhassa saját műsorformátumát. 2009 szeptemberében a FOX aláírta a szerződést Cowell-lel. Így a műsor a népszerű Idol riválisává vált. Cowell a műsor zsűritagja és producere lett 2011-ben. Cowell a Sony Music-kal is szerződést írt alá, ők lesznek a jövendő sztárok lemezkiadói.
2010 novemberében kezdte el reklámozni a műsort a FOX. A The New York Times úgy fogalmazott, hogy a FOX az év legnagyobb televíziós eseményként reklámozza a The X Factor-t. A műsor második promóját a Super Bowl szünetében adták le, ezzel megkezdődtek a találgatások, hogy kik zsűriznek majd Cowell mellett.
A FOX 2014 februárjában bejelentette, hogy nem lesz több évada a műsornak, a műsor atyja Simon Cowell, pedig visszatért az a show angol verziójába.

## Formátum és a győztes nyereménye
A formátum a Simon Cowell által kitalált The X Factor formátumán alapul. A verseny nyertese egy szerződést nyer a Syco Music-kal és a Sony Music Entertainment-tel, a nyeremény összesen 5 millió dollár. Ez a legnagyobb TV show nyeremény a világon." A show brit változatával ellentétben a nyereményt a győztesnek 5 éves lebontásban fizetik, minden évben 1 millió dollárt kap meg.
A műsor öt állomásból áll:
- 1. A producerek válogatói
- 2. A zsűri válogatói
- 3. A kiképző tábor
- 4. A mentorok háza
- 5. Az élő adások

### Válogatások
A jelentkezőket először a producerek, majd a zsűri hallgatja meg. A táborba való továbbjutáshoz három igenre van szüksége a versenyzőnek.

### Tábor és Mentorok háza
A táborba jutott versenyzőket a négy kategóriába osztják, majd mindegyik kategóriából, kiválaszt a zsűri 8-8 előadót, azaz 32-t akik továbbjutnak a mentorok házába. A táborban tudják meg a zsűri tagjai, hogy melyik kategória mentorai lesznek.
A mentorok házában mindegyik mentorhoz csatlakozik egy-egy vendégzsűritag, aki segít eldönteni, hogy melyik 4 előadót vigye magával a mentor az elő showba.

### Élő adások

#### A végső 16
A 16 legjobb élőben lép fel az első élő adásban, hogy küzdjenek a legjobb 12-be való bejutásért. Mindegyik kategória mentora egy előadóját küldi haza az este végén. 2011-ben 17-en jutottak be a műsor ezen szakaszába, hiszen Simon Cowell, adott egy újabb lehetőséget Melanie Amaro-nak a mentorok háza után, hiszen Cowell úgy gondolta nagy hibát követett el amikor a mentorok házában nem válogatta be a legjobb 16-ba.

#### A végső 12
A műsornak ezen szakaszában hetente két adás van. Az első adásban az előadók fellépnek és a zsűri ezt értékeli. A második adásban, pedig a nézők szavazatait közlik, ezen az estén több vendégelőadó is fellép. A második estén egy vagy két versenyző hagyja el a versenyt.

## Évadok összefoglalója
Versenyző a "Fiúk" vagy a "12-16 közötti" kategóriából

     Versenyző a "Lányok" vagy a "17-24 év közötti" kategóriából

     Versenyző a "30-on túliak" vagy a "25 év felettiek" kategóriából

     Versenyző a "Csapatok" kategóriából
| Évad          | Első adás            | Utolsó adás        | Nyertes       | Második              | Harmadik        | Győztes mentor | Műsorvezető(k)               | Szponzor(ok)                                     | Zsűri                                                 | Vendégzsűri |
| ------------- | -------------------- | ------------------ | ------------- | -------------------- | --------------- | -------------- | ---------------------------- | ------------------------------------------------ | ----------------------------------------------------- | ----------- |
| Első évad     | 2011. szeptember 21. | 2011. december 22. | Melanie Amaro | Josh Krajcik         | Chris Rene      | Simon Cowell   | Steve Jones                  | Pepsi Sony Music Entertainment Verizon Chevrolet | Simon Cowell Paula Abdul Nicole Scherzinger L.A. Reid | Cheryl Cole |
| Második évad  | 2012. szeptember 12. | 2012. december 20. | Tate Stevens  | Carly Rose Sonenclar | Fifth Harmony   | L.A. Reid      | Mario Lopez Khloé Kardashian | Pepsi Sony Music Entertainment Verizon Chevrolet | Simon Cowell Demi Lovato Britney Spears L.A. Reid     | Louis Walsh |
| Harmadik évad | 2013. szeptember 11. | 2013. december 19. | Alex & Sierra | Jeff Gutt            | Carlito Olivero | Simon Cowell   | Mario Lopez                  | CoverGirl Herbal Essences Honda Secret           | Simon Cowell Demi Lovato Kelly Rowland Paulina Rubio  | N/A         |

## Zsűri és műsorvezetők
Amikor bejelentették, hogy a műsor elindul Amerikában, csak Cowell volt bejelentve, mint zsűritag. Cowell azt mondta, olyan zsűritagokat keres, akik értenek a zene iparhoz.". Ezután a kijelentése után, megindultak a találgatások. Végül L.A. Reid, Cheryl Cole és Paula Abdul csatlakoztak Cowell-hez a zsűri asztalnál. Május 8-án azt is bejelentették, hogy a műsort Nicole Scherzinger és Steve Jones vezeti.
Május 26-án bejelentették, hogy Cheryl Cole honvágya miatt és kiejtése miatt otthagyja a műsort. Június 6-án a FOX Nicole Scherzinger-t nevezte meg az énekesnő utódjának.
2012. január 30-án bejelentették, hogy Paula Abdul, Nicole Scherzinger és Steve Jones nem tér vissza a második évadra. Később kiderült, hogy Nicole Scherzinger lesz az utódja Kelly Rowland-nak a show angol változatának 9. évadában.
2012. május 14-én a FOX bejelentette, hogy Britney Spears és Demi Lovato csatlakozik Cowell-hez és Reid-hez a show második évadában.
Simon Cowell azt mondta, hogy 2012-ben két műsorvezetője lesz, majd a műsornak, akiket majd később jelentenek be.
2012. október 16-tól Mario Lopez és Khloe Kardashian Odom látja el a műsorvezetői feladatokat.
2012. december 13-án L.A. Reid bejelentette, hogy kilép a showból, hogy az üzlettel foglalkozhasson, azonban megjegyezte, hogy később szívesen visszatérne. Sajtóinformációk szerint Britney Spears sem nem tér vissza a show harmadik évadjára. 2013. január 10-én Britney Spears bejelentette, hogy a nyolcadik stúdió albumán szeretne dolgozni, ezért nem tér vissza a showba 2013-ban. 2013. március 29-én Simon Cowell bejelentette, hogy Demi Lovatot vissza várja műsorba. Simon:"Nem is lehetnék boldogabb, hogy Demi vissza akar térni idén is. Ő egy szupersztár a saját módján, és fantasztikus mentor volt az előző évben. Annak ellenére, hogy nagyon, nagyon idegesítő tud lenni – viccelődött Simon. – Igazán élveztem a munkát Demivel, és a versenyzők is. Nagyon elégedett vagyok azzal, hogy visszatér a világ körüli turnéjának ellenére."

### Mentorok kategóriái és versenyzői
– győztes mentor/kategória.
| Évad          | Simon Cowell                                                      | Paula Abdul                                                      | Nicole Scherzinger                                                | L.A. Reid                                                    |
| ------------- | ----------------------------------------------------------------- | ---------------------------------------------------------------- | ----------------------------------------------------------------- | ------------------------------------------------------------ |
| Első évad     | Lányok Melanie Amaro Rachel Crow Drew Simone Battle Tiah Tolliver | Csapatok Lakoda Rayne The Stereo Hogzz InTENsity The Brewer Boys | 30-on túliak Josh Krajcik LeRoy Bell Stacy Francis Dexter Haygood | Fiúk Chris Rene Marcus Canty Astro Phillip Lomax             |
| Évad          | Simon Cowell                                                      | Demi Lovato                                                      | Britney Spears                                                    | L.A. Reid                                                    |
| Második évad  | Csapatok Fifth Harmony Emblem3 LYRIC 145 Sister C                 | Fiatalok CeCe Frey Paige Thomas Jennel Garcia Willie Jones       | Tinik Carly Rose Sonenclar Diamond White Beatrice Miller Arin Ray | 25 felettiek Tate Stevens Vino Alan Jason Brock David Correy |
| Évad          | Simon Cowell                                                      | Demi Lovato                                                      | Kelly Rowland                                                     | Paulina Rubio                                                |
| Harmadik évad | Csapatok Alex & Sierra Restless Road Sweet Suspense RoXxy Montana | Lányok Danielle Geimer Khaya Cohen Rion Paige Ellona Santiago    | 25 felettiek James Kenney Jeff Gutt Rachel Potter Lille McCloud   | Fiúk Carlos Guevara Tim Olstad Carlito Olivero Josh Levi     |

## Fordítás
Ez a szócikk részben vagy egészben  a   The X Factor (U.S.) című angol Wikipédia-szócikk fordításán alapul.  Az eredeti cikk szerkesztőit annak laptörténete sorolja fel. Ez a jelzés csupán a megfogalmazás eredetét és a szerzői jogokat jelzi, nem szolgál a cikkben szereplő információk forrásmegjelöléseként.